# Conquista

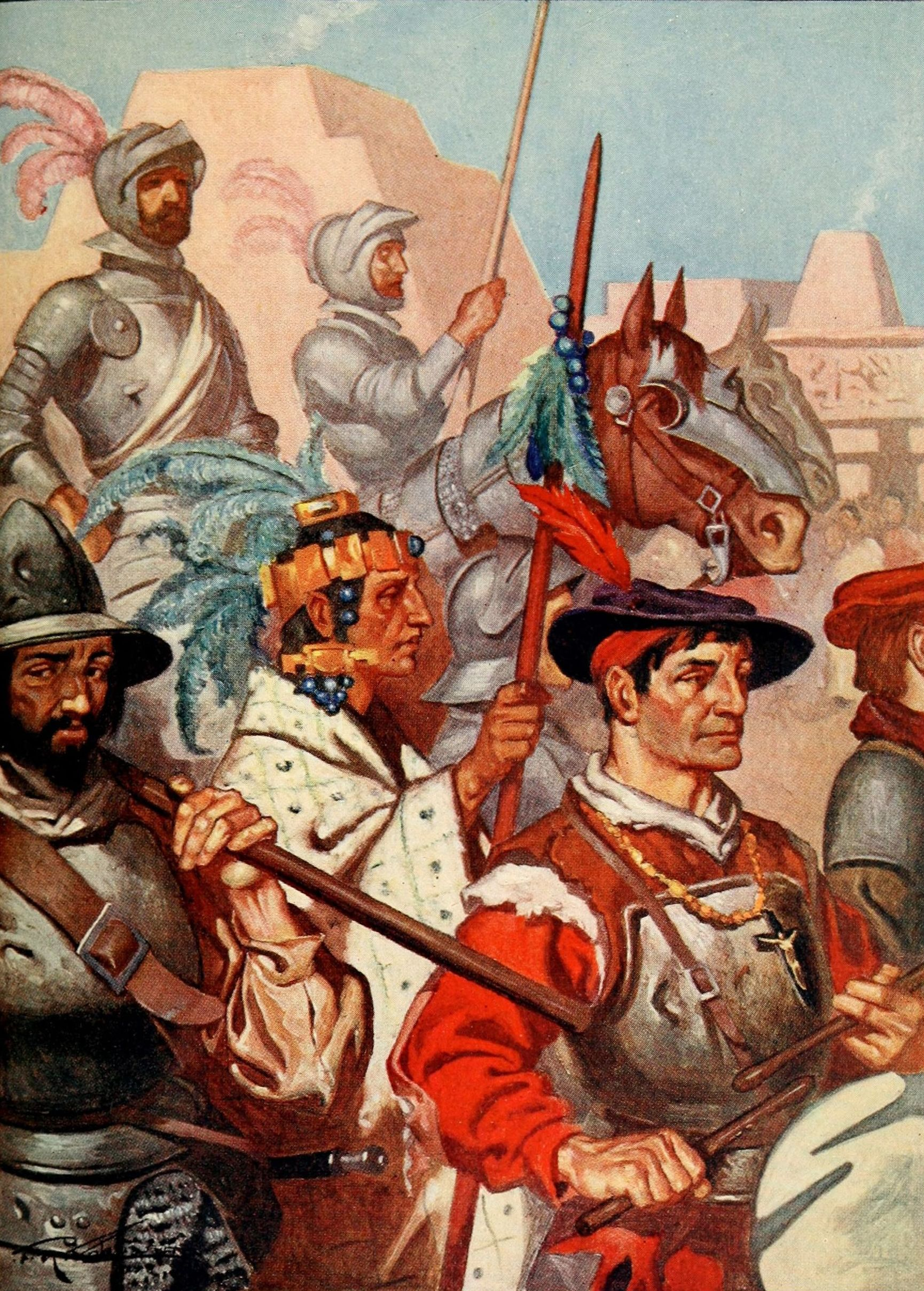
Španělé v čele s Hernánem Cortésem a jejich tlaxcalští spojenci vstupují do aztéckého Tenochtitlánu

Conquista [koŋkɪsta] / [koŋkvɪsta], též konkvista, bylo období dobývání Ameriky Španěly. Její účastník se nazývá conquistador [koŋkɪstador] / [koŋkvɪstador], lze užívat rovněž počeštěný výraz konkvistador. Ve španělských dějinách jí předcházelo období reconquisty (znovudobývání Pyrenejského poloostrova).
Conquista začala s objevením Ameriky Kryštofem Kolumbem roku 1492 a trvala zhruba do poloviny 16. století. Často byli indiáni násilím nuceni vzdát se svého náboženství a přejít na křesťanskou víru. Mezi nejznámější události patří dobývání Aztécké a Incké říše.

## Nejznámější conquistadoři
- Hernán Cortés – dobyvatel Mexika
- Francisco Vásquez de Coronado – podnikl výpravu do vnitrozemí Severní Ameriky
- Juan Ponce de León – dobyvatel Portorika a objevitel Floridy
- Francisco de Orellana – jako první splul Amazonku
- Hernando de Soto – podnikl dobyvatelskou výpravu v povodí řeky Mississippi
- Francisco Pizarro – dobyvatel Peru
- Diego de Almagro – podnikl dobyvatelskou cestu přes Andy a poušť Atacama
- Gonzalo Jimenéz de Quesada – snažil se v povodí řeky Orinoko najít bajné Eldorado
- Domingo Martínez de Irala – založil španělské panství v Paraguayi
- Pedro de Valdivia – dobyvatel Chile
- Miguel López de Legazpi – dobyvatel Filipín
- Cabeza de Vaca – prozkoumal Texas a jih Brazílie